# Basilique San Martino (Martina Franca)
Pour les articles homonymes, voir Basilique San Martino.
La basilique San Martino (en français : Saint-Martin) est une basilique mineure située à Martina Franca, dans le centre-sud de la région des Pouilles en Italie. Elle est dédiée à Martin de Tours.

## Historique
Cette église a été construite à la demande de l'archi-prêtre Isidoro Chirulli de 1747 à 1767 sur le site d'une ancienne église romane qui fut totalement détruite. Elle est érigée sur les plans de l'architecte Giovanni Mariani (1673-1747) dans le pur style baroque de l'époque.
L'église est consacrée en 1775 puis est devient basilique mineure le 22 avril 1998 sur décret de Jean-Paul II.

## Architecture et décorations
La basilique présente sur son parvis un imposant escalier d'accès. La façade possède un portail central unique et quatre niches abritant des statues de Pierre, Paul, Joseph et Jean-Baptiste. Le portail est surmonté d'un bas-relief de saint Martin de Tours et sainte Comasia (it) les deux patrons de Martina Franca attribué au sculpteur local Angelo Micheli.
L'église est constitué de trois nefs. Le maître-autel de marbre polychrome commissionné par Pietro Simeone date de 1773 et est dans le style de Filippo Della Valle (it) et Pietro Bracci. Il héberge une statue de Saint-Martin dans le style gothique français du début du XIVe siècle déjà présente dans l'ancienne église.
La chapelle SS. Sacramento o Cappellone de style baroque date de 1784 et abrite des statues des quatre évangélistes de Domenico Carella, un maître-autel de 1802 de Raimondo Belli, et un tableau de la Cène de 1804 par Domenico Carella. La chapelle accueille les reliques de sainte Comasia dont le cardinal Sacrati, avec l'accord du pape Innocent X, a fait don à la ville en 1645.
La basilique possède un baptistère datant de 1773 réalisé par le sculpteur napolitain Crescenzo Trinchese sur des dessins de Battista Catalano ainsi qu'un bénitier en marbre napolitain du même sculpteur. Elle a également une chaire en ébène de Domenico Semeraro datant de 1850.

Extérieur
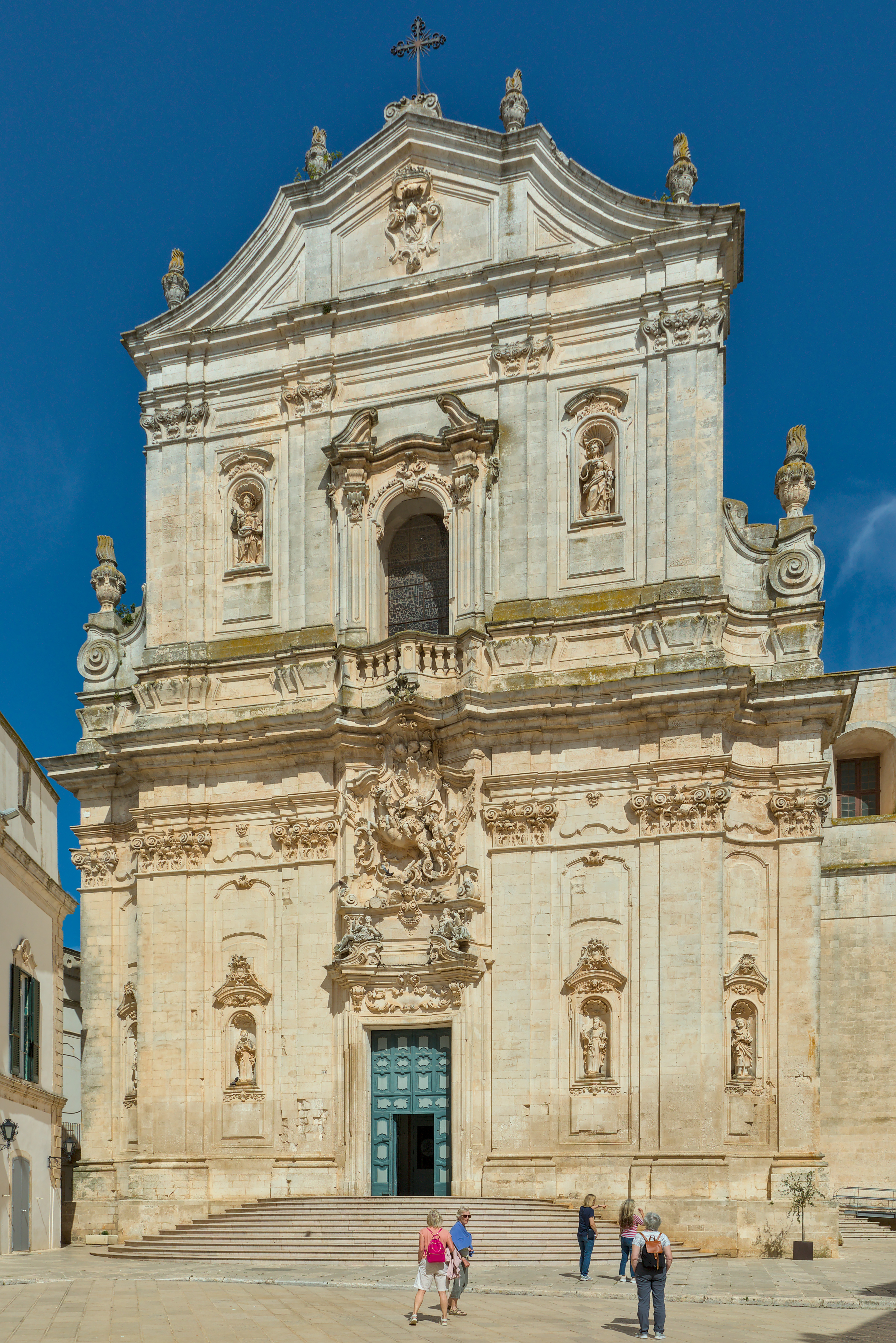
La façade de la basilique
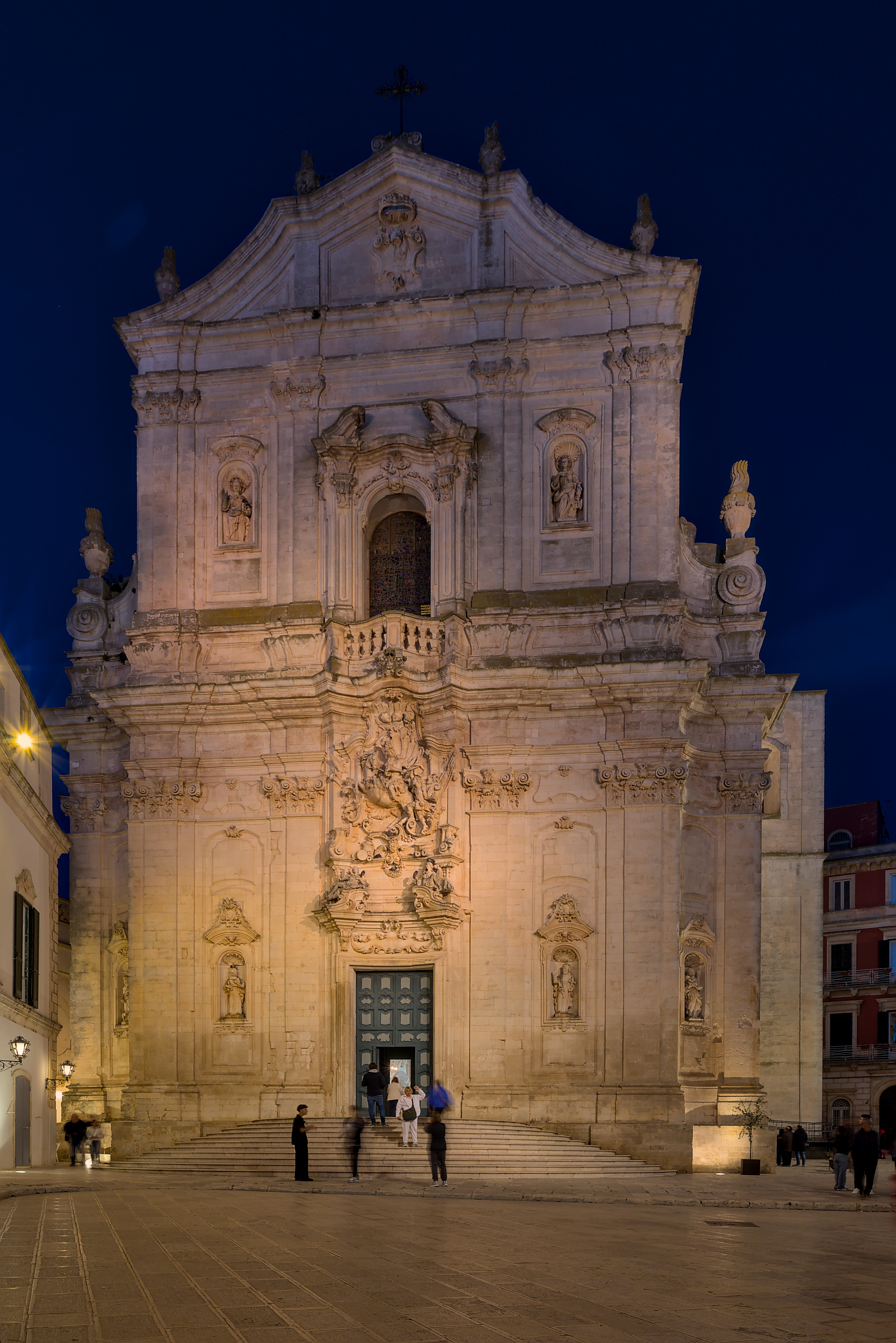
La façade de nuit.
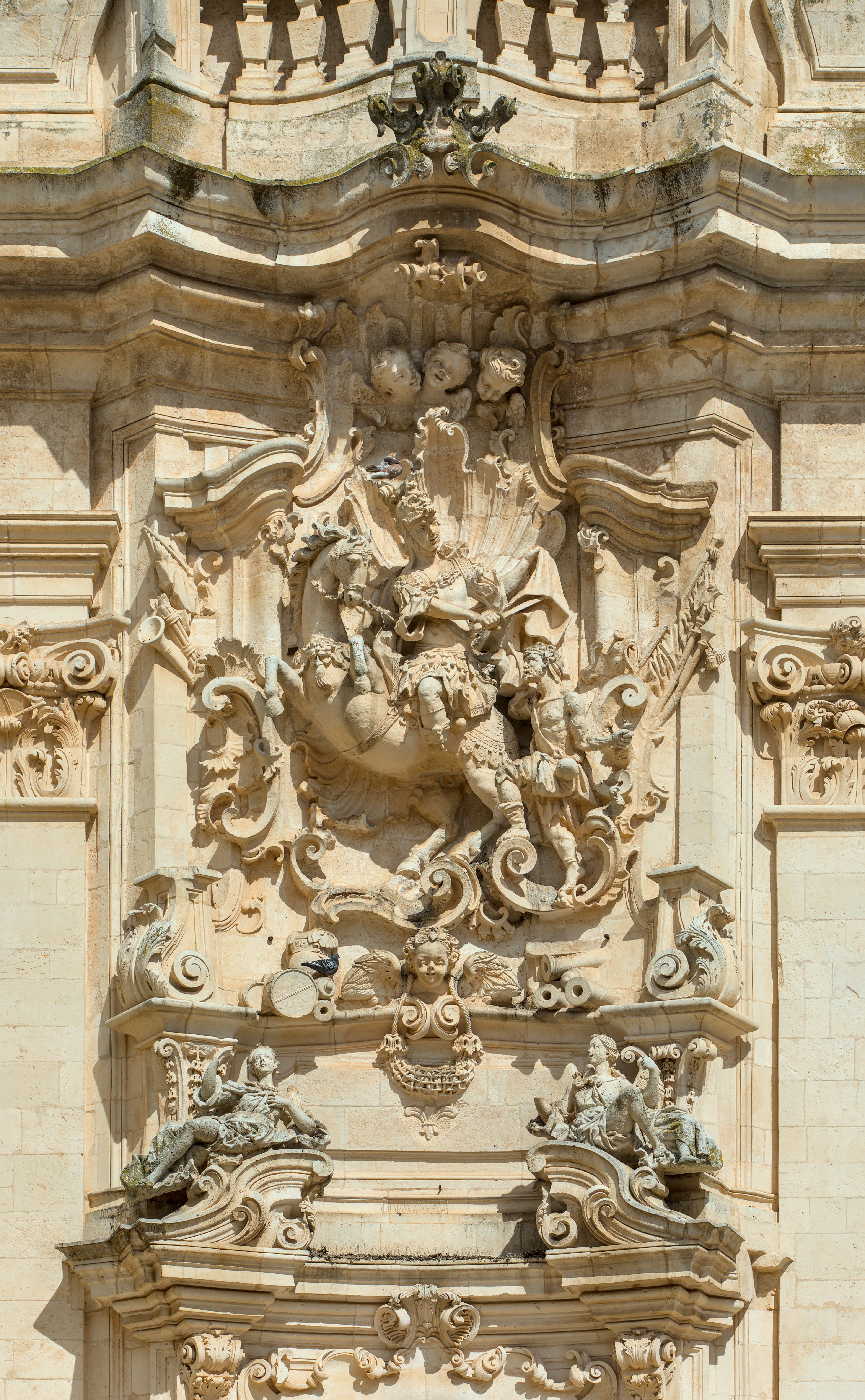
Saint Martin taillant un manteau pour un pauvre, sculpture du portail.
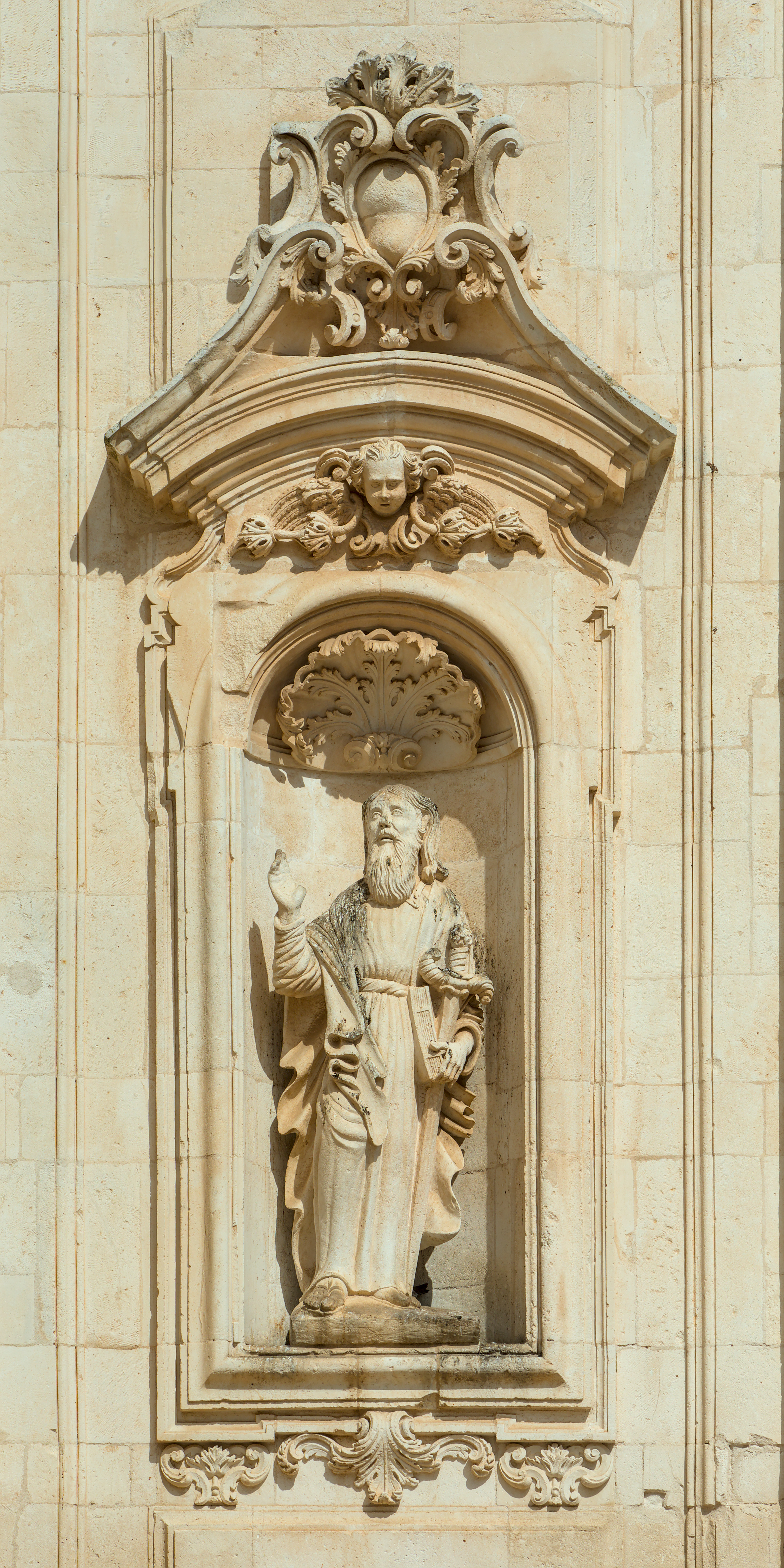
Saint Paul.
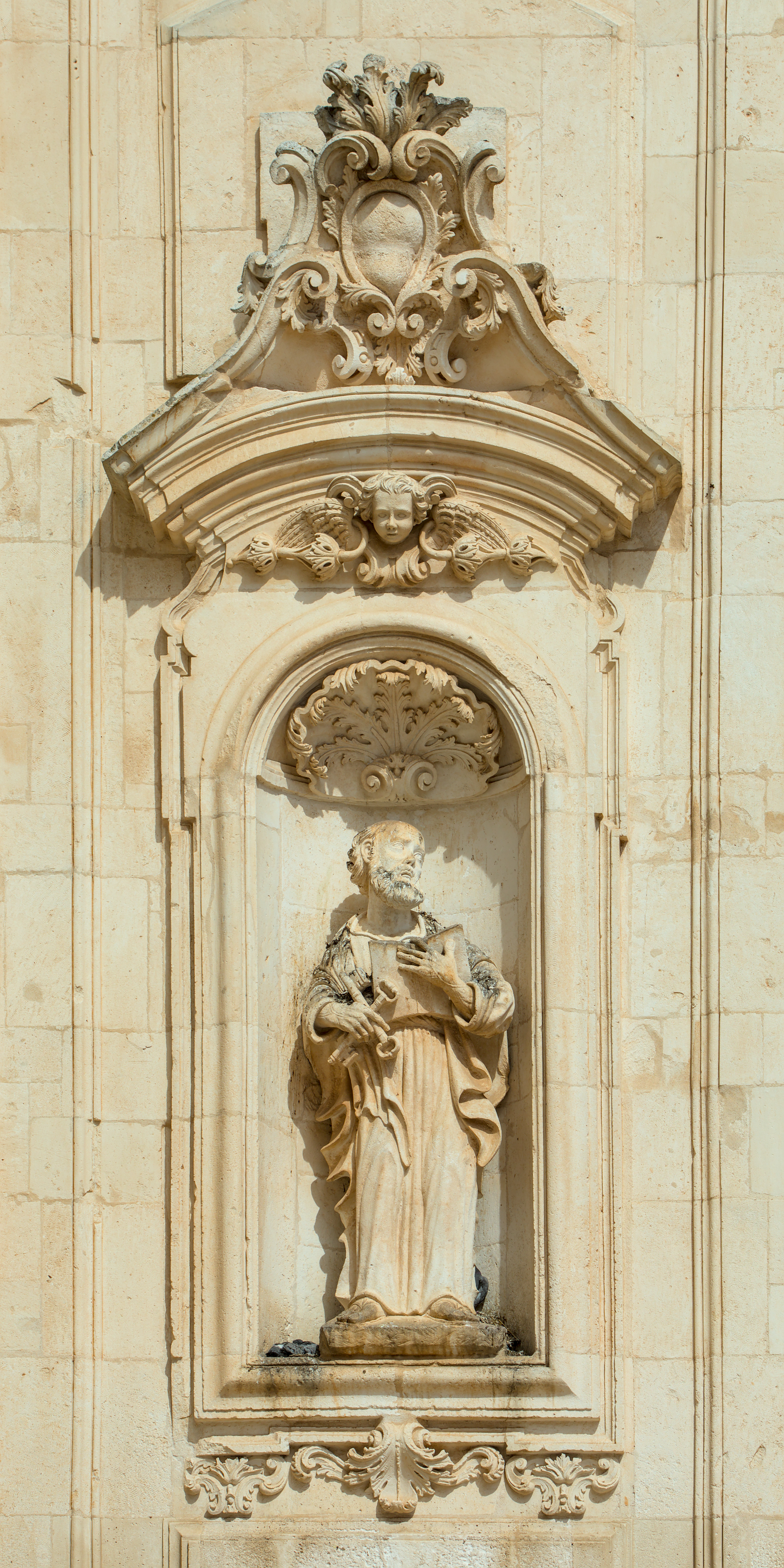
Saint Pierre.
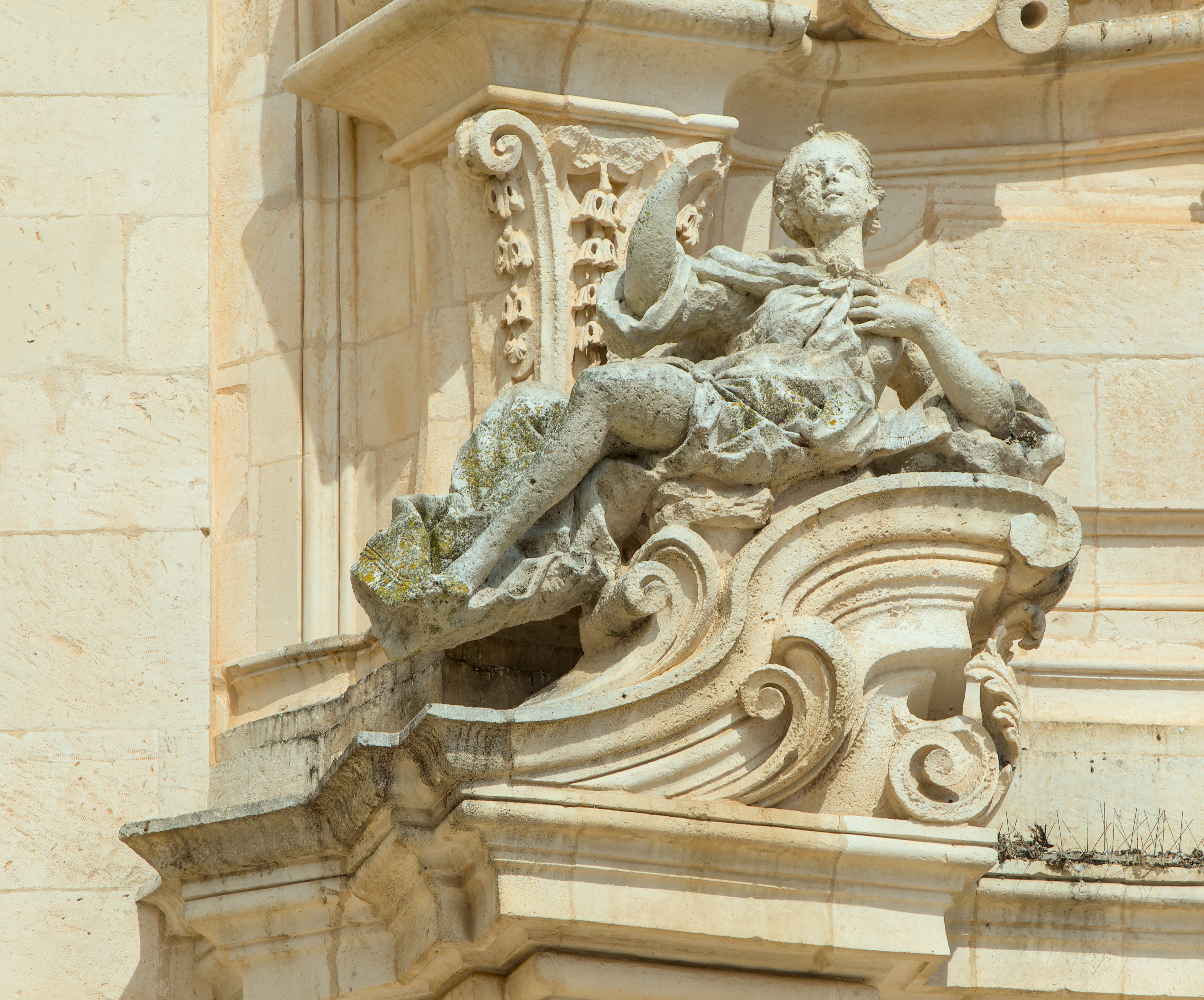
Un ange.
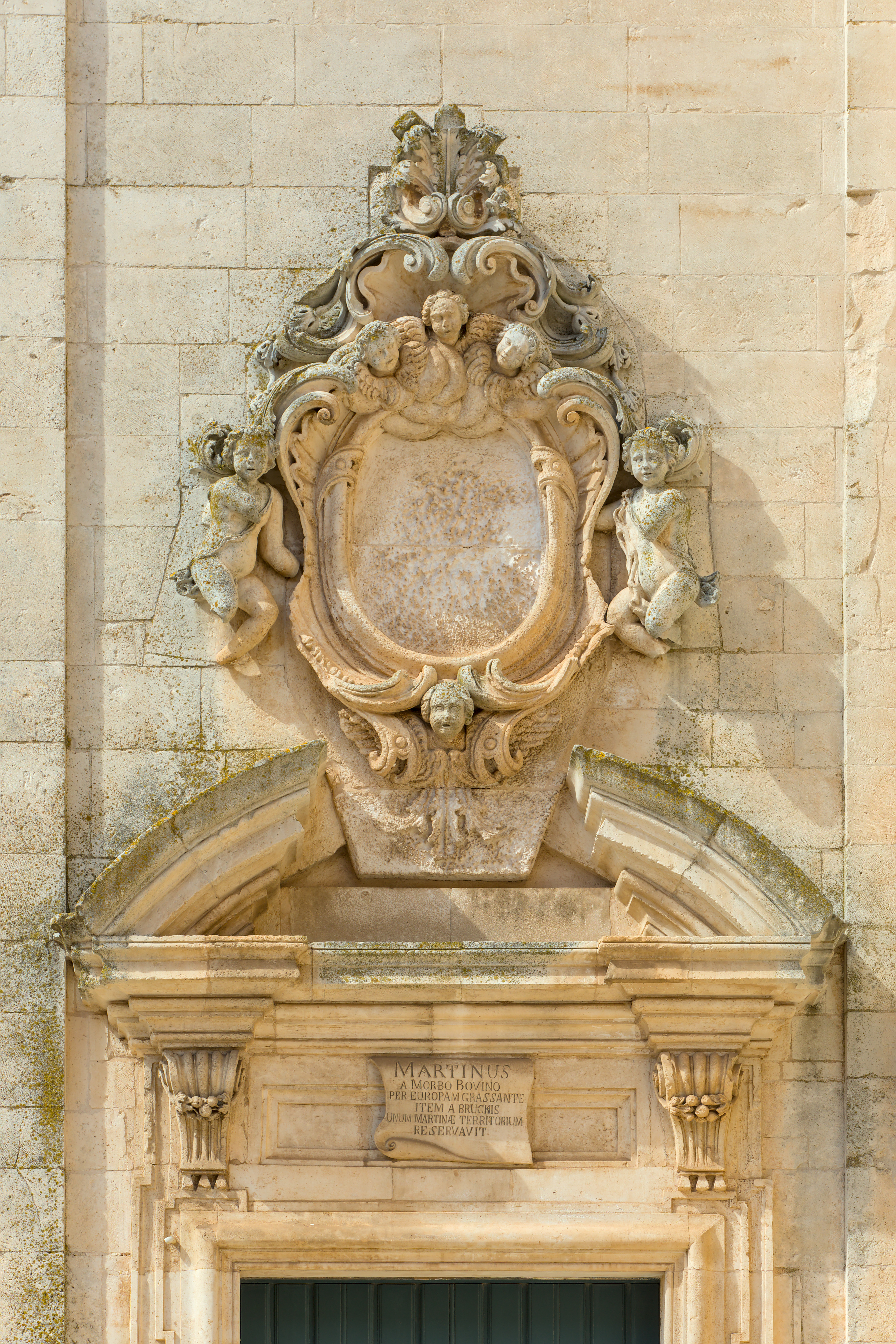
Portail latéral.

Intérieur
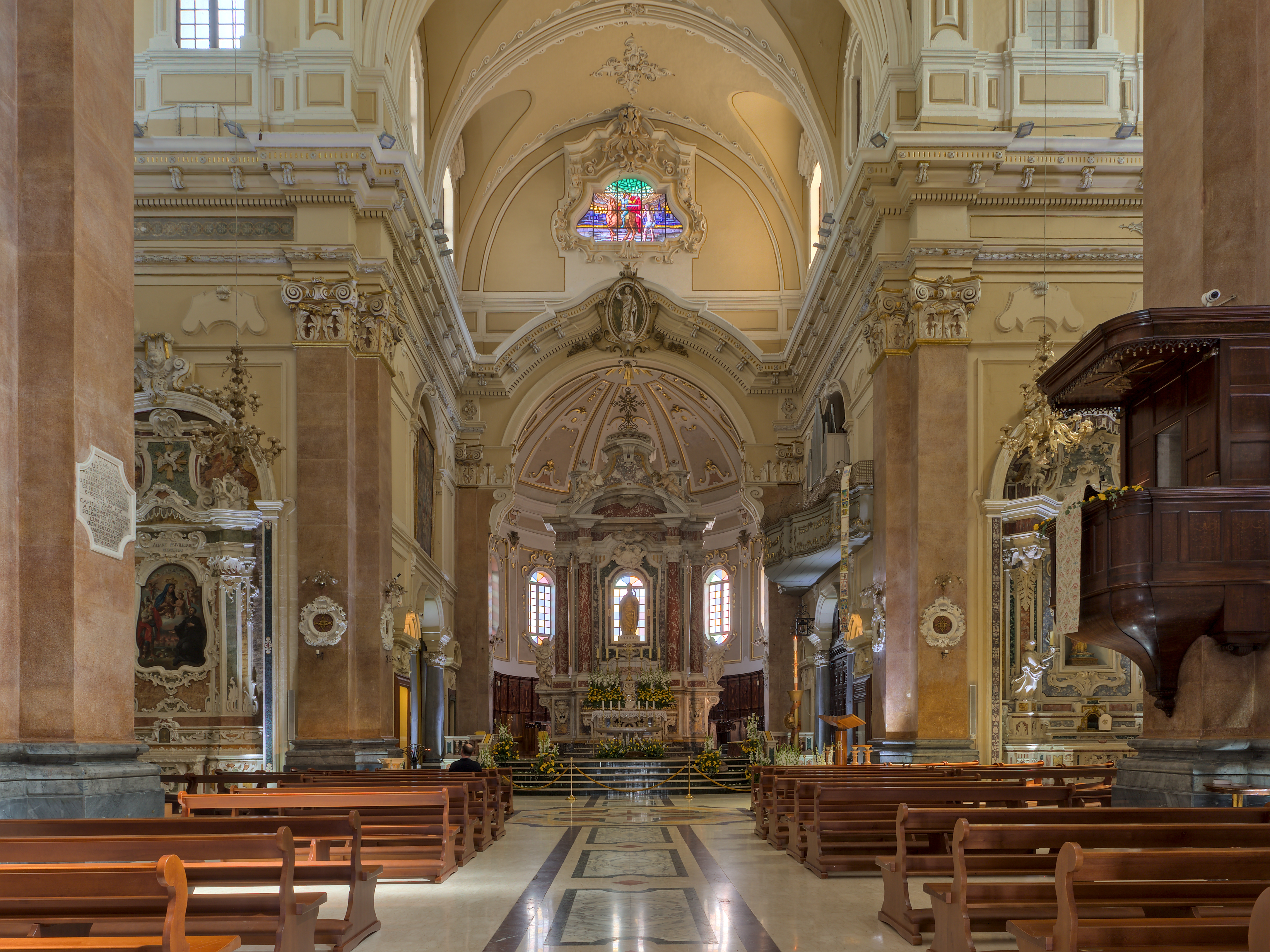
Intérieur de la basilique.
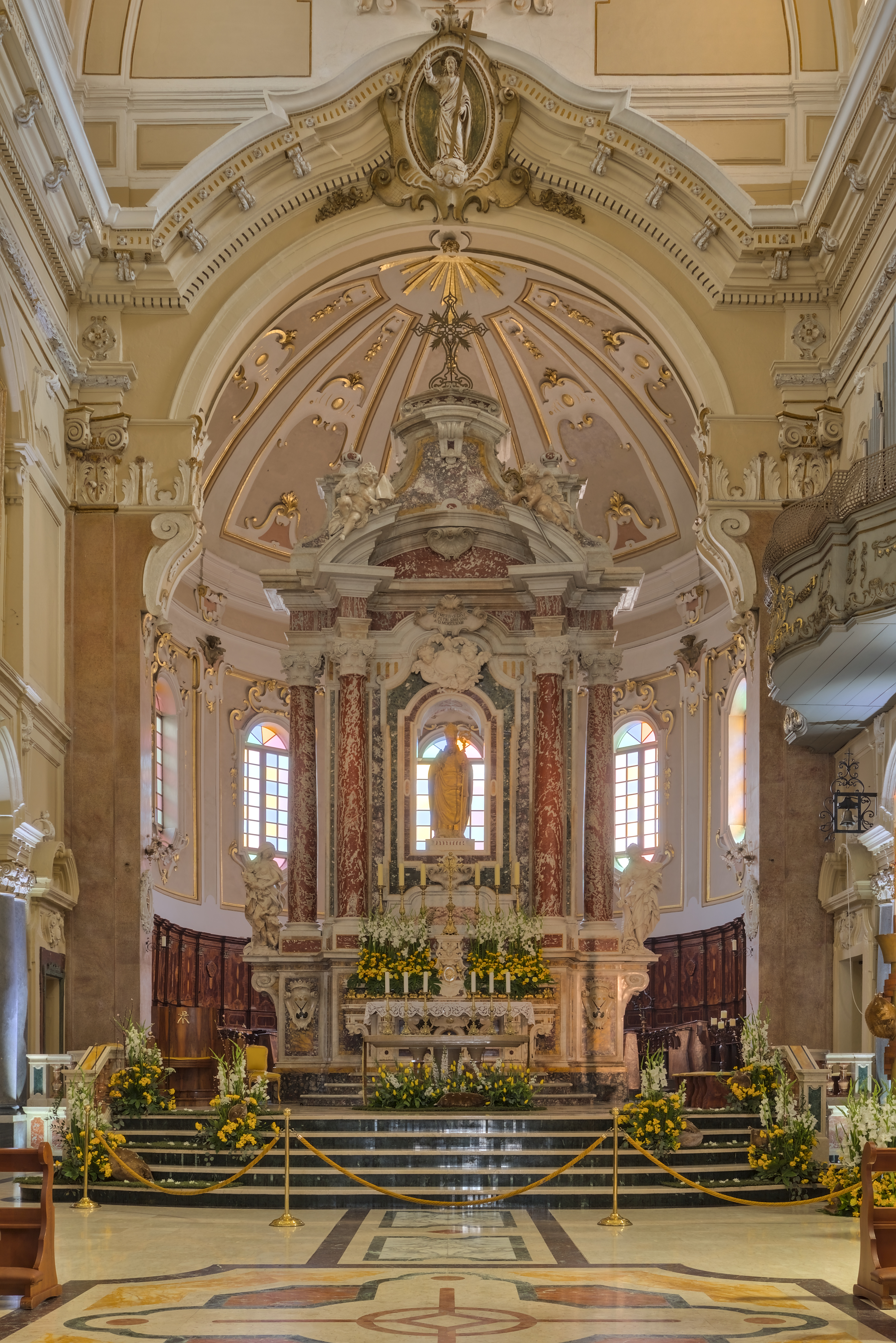
Le chœur.
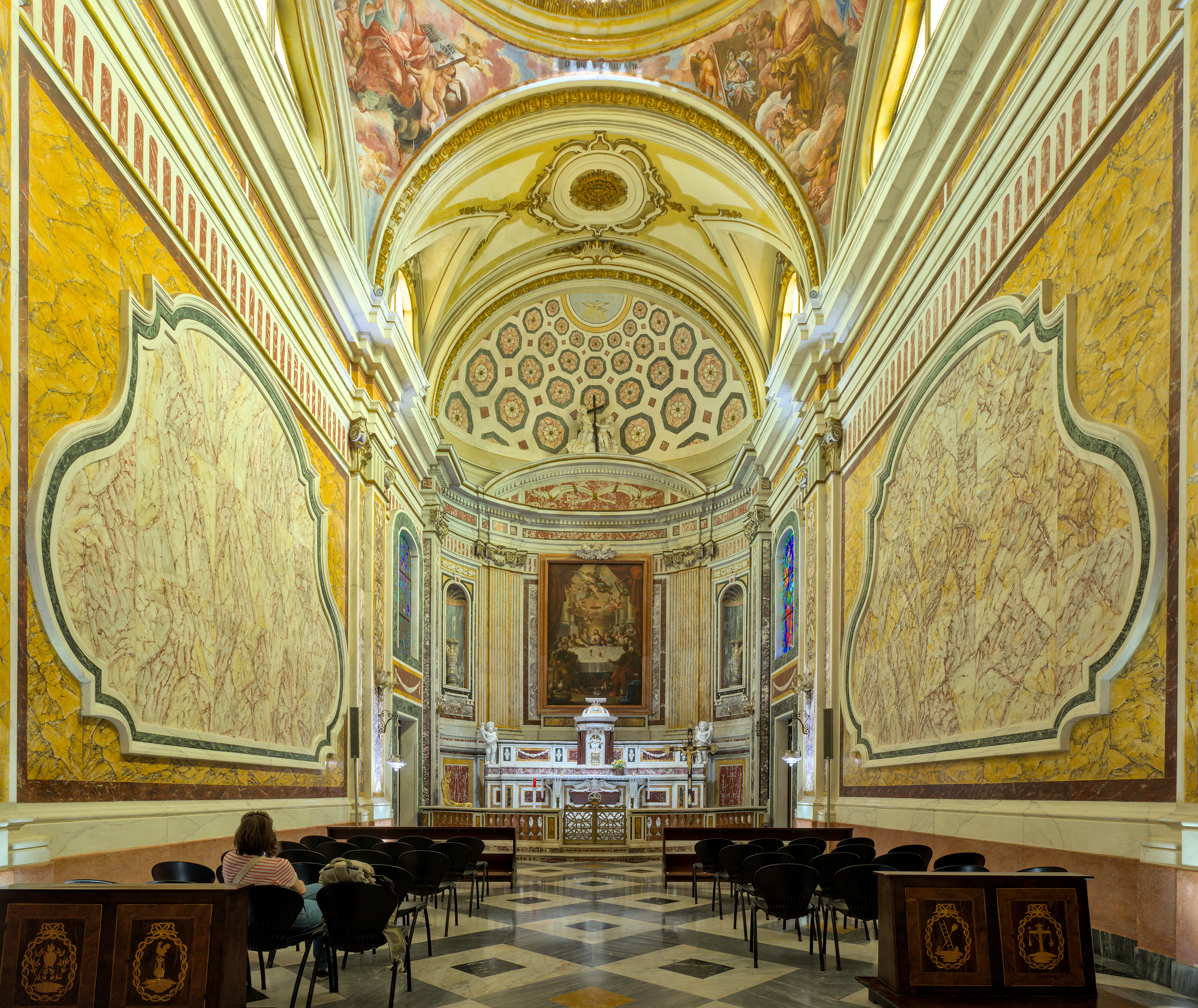
La chapelle du Saint Sacrement.